# معين رباني
معين رباني محلل هولندي-فلسطيني لشؤون الشرق الأوسط ومتخصص في الصراع العربي الإسرائيلي والشؤون الفلسطينية. يقيم رباني في عمان، الأردن. كان رباني محللًا أول لمجموعة الأزمات الدولية، ومدير قسم فلسطين في مركز الأبحاث الفلسطيني الأمريكي، ومدير مشروعات في رابطة بلديات هولندا، ومتطوعًا ومحررًا عامًا لمجلة مؤسسة الحق، وشغل سابقاً منصب المسؤول الرئيسي للشؤون السياسية في مكتب المبعوث الخاص للأمم المتحدة إلى سوريا. رباني حاليًا زميل أول في معهد الدراسات الفلسطينية، ومحرر مشارك في مجلة جدلية، ومحرر مساهم في «تقرير الشرق الأوسط».

## خلفية
ولد رباني في هيرنفين بهولندا. حصل على البكالوريوس في التاريخ والعلاقات الدولية من جامعة تافتس عام 1986. بالإضافة إلى ذلك، حصل معين رباني على درجة الماجستير في الدراسات العربية المعاصرة من جامعة جورجتاون.

### الكتابة
كتب رباني لمجموعة متنوعة من المنشورات بما في ذلك فصلية العالم الثالث، مجلة الدراسات الفلسطينية، ذا نيشن، فورين بوليسي، لندن ريفيو أوف بوكس، ذا هل. وتم الاستشهاد برأيه وتحليلاته من قبل العديد من وسائل الإعلام الدولية مثل نيويورك تايمز، الجارديان، رويترز، هاآرتس، واشنطن بوست، والجزيرة. على عكس بعض معاصريه، فهو ينتقد فكرة حل الدولة الواحدة لإسرائيل وفلسطين.

## كتابه
- دولة مجهضة؟ مبادرة الأمم المتحدة والمفترقات الفلسطينية الجديدة. تحرير بالاشتراك مع نورا عريقات، 2013.

## المقابلات
- "مناظرة: هل تؤدي عضوية الأمم المتحدة لدعم أم تقويض النضال الفلسطيني؟" (مناظرة مع علي أبو نعمة)، الديمقراطية الآن، 23 سبتمبر 2011.
- "نعوم تشومسكي: السياسات الإسرائيلية المدعومة من الولايات المتحدة تسعى إلى"نهاية فلسطين"؛ وأسر حزب الله للجنود الإسرائيليين "فعل غير مسؤول للغاية" يمكن أن يؤدي إلى "كارثة كبيرة"، الديمقراطية الآن، 14 يوليو/تموز 2006.

## روابط خارجية
- سيرة شخصية من معهد الدراسات الفلسطينية
- مقالات كتبها معين رباني كمحرر مساهم في تقرير الشرق الأوسط
- مقالات كتبها معين رباني كمحرر مشارك في جدلية